# Natural Born Killas
Natural Born Killas ist ein Kollaboalbum der beiden Deutschrapper Kollegah und Asche. Es erschien am 22. Januar 2021 über Kollegahs Label Alpha Music Empire.

## Hintergrund
Beim Videodreh zu der Videoauskopplung Wir sind die Täter kam es am 7. November 2020 zu einem Polizeieinsatz im Frankfurter Bahnhofsviertel, weil Passanten einen vermeintlichen Überfall auf ein Juweliergeschäft meldeten. Die Polizei rückte mit einem Großaufgebot an. Schnell stellte sich heraus, dass es sich um keinen Überfall handelte, sondern um einen Videodreh. Es gab zwar zuvor eine Drehgenehmigung der Stadt Frankfurt, der Produzent des Drehs hat aber nicht die Polizei informiert.
Das Album erschien am 22. Januar 2021 als digitales Streamingprodukt auf allen gängigen Plattformen und wurde zusätzlich als Deluxe-Box exklusiv beim Versandhändler Amazon verkauft. Inhalt der Box sind die Album-CD, zwei T-Shirts, zwei Autogrammkarten, ein Comic des Künstlers Muaz, ein Poster sowie ein Schlüsselband.

## Produktion
Das gesamte Album wurde von Asche selbst (14 Songs) mit wechselnden Co-Produzenten produziert. Auf neun Titeln ist der Musikproduzent Johnny Illstrument tätig, des Weiteren sind Gorex (3), Alex Dehn (2) und Joznez als Produzenten auf Natural Born Killas vertreten.
Gastbeiträge anderer Künstler sind auf dem Album nicht enthalten.

## Covergestaltung
Das Albumcover wurde von Muaz Graphics gestaltet und zeigt die beiden Interpreten im Comic-Style. Es ist in zwei Hälften geteilt, auf der linken sind typische Merkmale für Kollegah wie ein Dobermann und auf der rechten Seite typische Merkmale für Asche wie MMA-Kämpfer zu sehen.

## Titelliste
| Nr.          | Titel                          | Produzent(en)                     | Länge |
| ------------ | ------------------------------ | --------------------------------- | ----- |
| 1.           | NBK Intro                      | Asche, Gorex                      | 3:01  |
| 2.           | Born 2 Kill                    | Asche, Johnny Illstrument         | 2:34  |
| 3.           | Peeky Blindaz                  | Asche, Johnny Illstrument         | 3:15  |
| 4.           | Charly Matteï                  | Asche, Gorex                      | 2:43  |
| 5.           | POV                            | Asche, Gorex                      | 3:32  |
| 6.           | Ayayayay                       | Alex Dehn, Asche                  | 2:20  |
| 7.           | Jusqu’ici tout va bien         | Asche, Johnny Illstrument         | 2:36  |
| 8.           | Suicide                        | Asche, Johnny Illstrument         | 3:07  |
| 9.           | Ich mach Rap noch immer Ghetto | Alex Dehn, Asche                  | 3:26  |
| 10.          | Regenschauer                   | Asche, Johnny Illstrument         | 2:36  |
| 11.          | Testimonium                    | Asche, Johnny Illstrument, Joznez | 3:16  |
| 12.          | Wir sind die Täter             | Asche, Johnny Illstrument         | 2:41  |
| 13.          | Gladiator                      | Asche, Johnny Illstrument         | 2:37  |
| 14.          | Narben                         | Asche, Johnny Illstrument         | 2:42  |
| Gesamtlänge: | Gesamtlänge:                   | Gesamtlänge:                      | 40:30 |

## Chartplatzierungen und Singles
Natural Born Killas stieg am 29. Januar 2021 auf Platz eins in die deutschen Albumcharts ein und konnte sich drei Wochen in den Charts halten. Für Asche ist es das erste, für Kollegah das neunte Nummer-eins-Album. Kollegah erreichte hiermit bereits mit dem vierten Kollaboalbum die Chartspitze in Deutschland. In der Schweizer Hitparade erreichte das Album am 31. Januar 2021 Rang 13 und am 5. Februar 2021 in den Ö3 Austria Top 40 Position drei. Darüber hinaus erreichte das Album auch die Chartspitze der deutschen deutschsprachigen Albumcharts sowie die Spitzenposition der deutschen Hip-Hop-Charts. Während Asche sich erstmals in den deutschen Hip-Hop-Charts platzierte, ist es für Kollegah der siebte Nummer-eins-Erfolg, womit er mit Fler gleichzog.
| ChartsChartplatzierungen | Höchstplatzierung | Wochen |
| ------------------------ | ----------------- | ------ |
| Deutschland (GfK)        | 1 (3 Wo.)         | 3      |
| Österreich (Ö3)          | 3 (2 Wo.)         | 2      |
| Schweiz (IFPI)           | 13 (2 Wo.)        | 2      |

## Rezeption
| Professionelle Bewertungen | Professionelle Bewertungen |
| -------------------------- | -------------------------- |
| Kritiken                   |                            |
| Quelle                     | Bewertung                  |
| laut.de                    | [ 12 ]                     |

Auf laut.de erhielt das Album zwei von möglichen fünf Punkten. Der Rezensent Robin Schmidt meint, Natural Born Killas „tut nicht richtig weh, kommt aber wenig überraschend daher. Vielleicht auch deshalb, weil Kollegah mehr im Hintergrund agiert und sein Sparringspartner momentan für Schlagzeilen sorgt. Vielleicht dankt der Boss aber auch langsam ab. Für den Phönix aus Asche.“
Der Journalist Jakob Biazza von der Süddeutschen Zeitung urteilte wie folgt über das Album: „Der Rapper Asche, der für die Straßen-Glaubwürdigkeit diesmal als Kollaborationspartner dabei ist, versucht es […] noch mit etwas Selbstjustiz-Gefasel. […] Ansonsten gibt es weiterhin austauschbar Trauriges aus einer Welt, in der die Männer entweder Opfer sind oder Überlegene, Alpha oder Lauch. Und die Frauen Huren.“